# Crumpler (Virginia Occidental)
Crumpler es un lugar designado por el censo ubicado en el condado de McDowell en el estado estadounidense de Virginia Occidental. En el Censo de 2010 tenía una población de 204 habitantes y una densidad poblacional de 52,51 personas por km².

## Geografía
Crumpler se encuentra ubicado en las coordenadas 37°25′34″N 81°19′53″O / 37.42611, -81.33139. Según la Oficina del Censo de los Estados Unidos, Crumpler tiene una superficie total de 3.88 km², de la cual 3.88 km² corresponden a tierra firme y (0%) 0 km² es agua.

## Demografía
Según el censo de 2010, había 204 personas residiendo en Crumpler. La densidad de población era de 52,51 hab./km². De los 204 habitantes, Crumpler estaba compuesto por el 92.65% blancos, el 6.37% eran afroamericanos, el 0% eran amerindios, el 0% eran asiáticos, el 0% eran isleños del Pacífico, el 0% eran de otras razas y el 0.98% pertenecían a dos o más razas. Del total de la población el 0% eran hispanos o latinos de cualquier raza.